# Valentin Balint
Valentin Daniel Balint (Bucarest, 7 febbraio 1994) è un ex calciatore rumeno, di ruolo attaccante.

## Carriera

### Club
Ha giocato nella massima serie rumena.

### Nazionale
Ha giocato nella nazionale rumena Under-21.